# Chrobotek alpejski

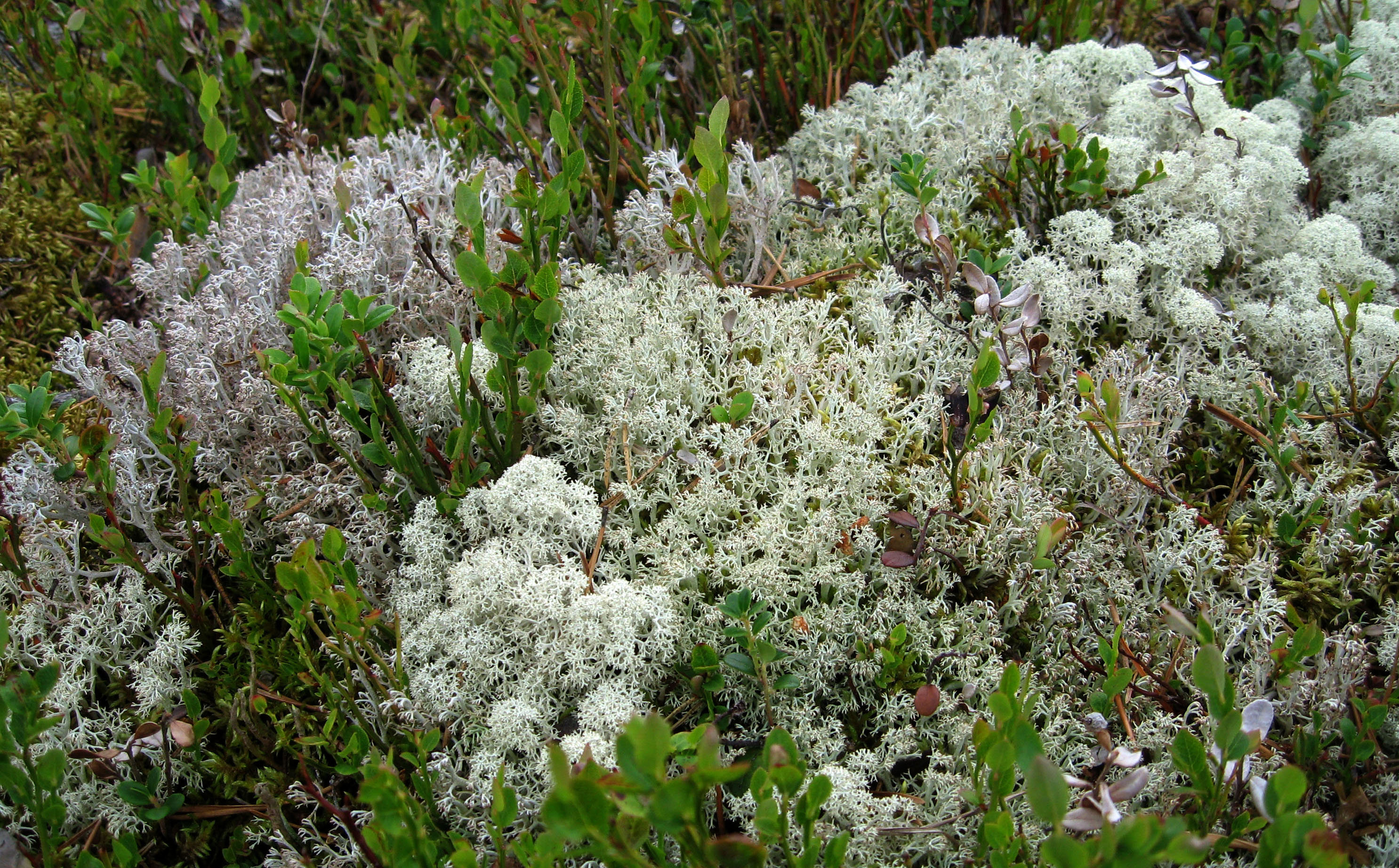

Chrobotek alpejski, chrobotka alpejska (Cladonia stellaris (Opiz) Pouzar & Vězda) – gatunek grzybów z rodziny chrobotkowatych (Cladoniaceae). Ze względu na współżycie z glonami zaliczany jest do porostów. 

## Systematyka i nazewnictwo
Pozycja w klasyfikacji według Index Fungorum: Cladonia, Cladoniaceae, Lecanorales, Lecanoromycetidae, Lecanoromycetes, Pezizomycotina, Ascomycota, Fungi.
Po raz pierwszy takson ten zdiagnozował w 1823 r. Philipp Maximilian Opiz nadając mu nazwę Cenomyce stellaris. Obecną, uznaną przez Index Fungorum nazwę nadali mu w 1971 r. Zdeněk Pouzar i Antonín Vězda, przenosząc go do rodzaju Cladonia. 
Synonimy naukowe:
- Cenomyce stellaris Opiz 1823
- Cladina stellaris (Opiz) Brodo 1976

Nazwa polska według Krytycznej listy porostów i grzybów naporostowych Polski. 

## Charakterystyka
Plecha pierwotna zawiera glony protokokkoidalne, jest skorupiasta i bardzo wcześnie zanika. Plechę wtórną tworzą puste w środku krzaczkowate podecja o wysokości 2–10(15 cm).  Mają pilśniowatą i nie pokrytą korą powierzchnię o barwie białawej, żółtawej lub szarozielonawej. Gałązki mają grubość 0,5–2,5 mm, rozgałęziają się najczęściej 4–dzielnie, a w miejscach rozgałęzień znajduje się otworek. Brak pędu głównego, wszystkie gałązki są takie same i wielokrotnie poczwórnie rozgałęzione, wskutek czego tworzą gęsty i mniej więcej kulisty krzaczek. Charakterystyczną cechą jest to, że końcówki gałązek nie brunatnieją. Reakcje barwne: podecja PD–, K–.
Brązowe owocniki typu apotecjów lecideowych pojawiają się bardzo rzadko na szczycie gałązek. Mają średnicę 0,2–0,5 mm. W jednym worku powstaje po 8 jednokomórkowych i bezbarwnych askospor o rozmiarach 10–14 × 3–4,5 μm. Na szczytach gałązek występują także pyknidia z czerwoną i galaretowatą substancją w środku.

## Występowanie i siedlisko
Na półkuli północnej jest szeroko rozprzestrzeniony, występuje tutaj głównie na obszarach o klimacie zimnym i arktycznym oraz w górach. Na półkuli południowej występuje tylko w Andach w Chile. W opracowaniu Czerwona lista roślin i grzybów Polski jest zaliczony do kategorii grzybów zagrożonych wymarciem (EN). W Polsce podlega ścisłej ochronie gatunkowej.
W Polsce występuje tylko w północnej i wschodniej części, oraz w górach od regla górnego po piętro halne. Jest dość rzadki. Rośnie na ziemi, na torfowiskach wysokich oraz w borach chrobotkowych.